# Pseudicius abnormis
Pseudicius abnormis är en spindelart som först beskrevs av Denis 1958.  Pseudicius abnormis ingår i släktet Pseudicius och familjen hoppspindlar. Inga underarter finns listade i Catalogue of Life.